# Bathippus pahang
Bathippus pahang là một loài nhện trong họ Salticidae.
Loài này thuộc chi Bathippus. Bathippus pahang được Zhang, Da-xiang Song & Li miêu tả năm 2003.